# Дружковка
Дружко́вка (укр. Дружківка) — город в Краматорском районе Донецкой области Украины, административный центр Дружковской городской общины. До 2020 года был городом областного значения. Входит в Краматорскую агломерацию.

## Географическое положение
Город расположен у слияния рек Кривой Торец и Казённый Торец (бассейн Северского Донца), расстояние до Донецка — 80 км. Железнодорожная станция. Расстояние до Дружковки от Донецка — около 66 км (по автодорогам — 75 км, по ж/д — 72 км). Расстояние до Киева — около 543 км (по автодорогам — 739 км, по ж/д — 656 км).

## Климат
В геоморфологическом отношении территория Дружковки представляет собой древнюю триасовую равнину, покрытую впоследствии морскими юрскими и меловыми осадками. При поднятии в различные геологические периоды третичная равнина превратилась в высоко поднятое плато, подвергавшееся интенсивному размыву. В результате такого размыва образовались два основных типа рельефа Донбасса: гривистый рельеф равнины и длиннобалочный рельеф, расчленённый эрозией, который и характерен для Дружковки.
В Дружковке жаркое лето, умеренно холодная зима, плавная смена времён года, недостаточная влажность, переменные направления и скорость ветра.

## История
Поселение возникло в XVIII веке, а первое упоминание о нём относится к 1781 году.
В 1870 году при строительстве Курско-Харьковско-Азовской железной дороги в 6 км к северу от слободы Паршаковка была построена станция Дружковка, при которой возник рабочий посёлок (в состав которого в дальнейшем вошла слобода).
К началу XX века в селе Дружковка Бахмутского уезда Екатеринославской губернии действовали заводы: чугуноплавильный и сталелитейный (главный вид продукции — рельсы, построены французами), сталелитейный и механический (оборудование для железных дорог: вагоны, рессоры, пружины, построены бельгийцами), а также сахарный завод (построен в 1873 году). В посёлке в это время проживали около 6 тысяч человек. В 1893 году Донецкое общество железнодорожного и сталелитейного производства, учреждённое французами, начинает строить Торецкий металлургический завод. В 1896 году с корреспондентским удостоверением Куприн объехал Донецкий бассейн. В мае он провёл несколько дней в с. Дружковке Екатеринославской губернии, знакомясь с местным рельсопрокатным заводом и изучая условия труда рабочих на нём. Его очерк «Рельсопрокатный завод» был опубликован в газете «Киевлянин» 30 мая 1896 года, а впечатления от работы и пребывания в Дружковке отражены в его классической повести «Молох».

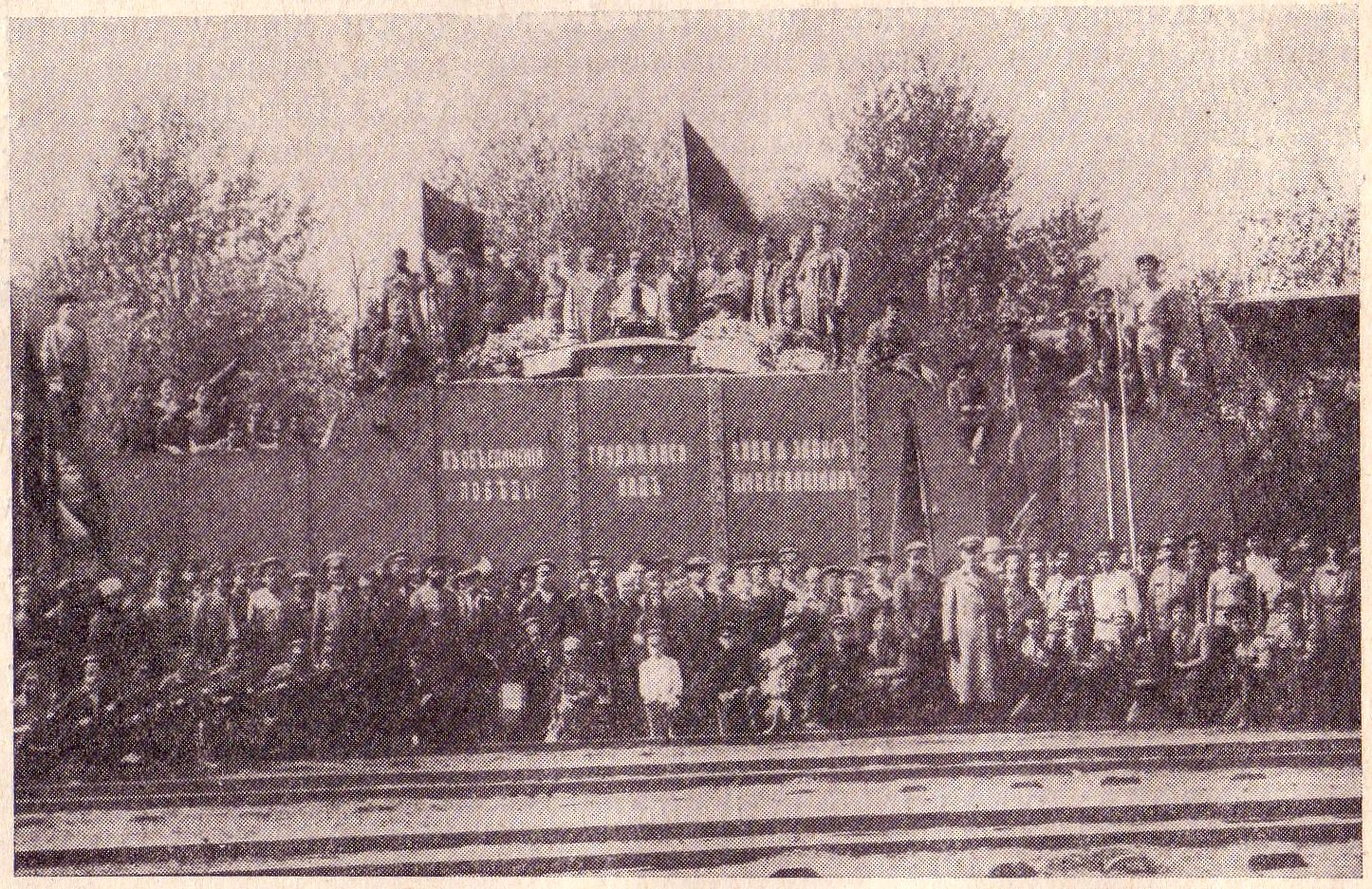
Железнодорожная станция в 1919 году

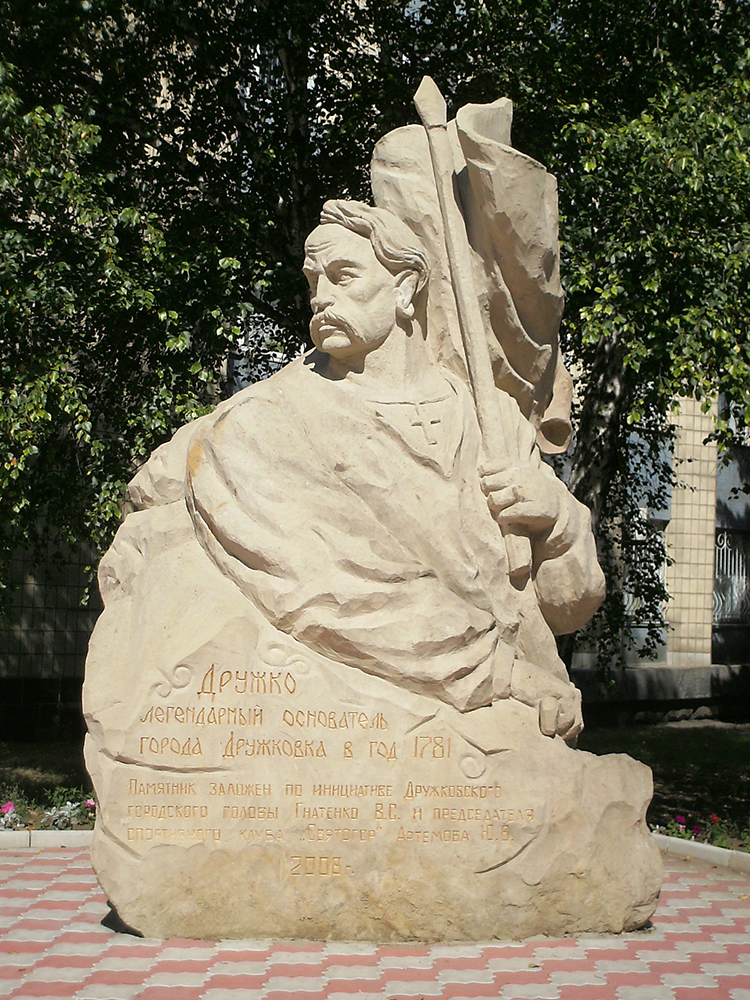
Памятник казаку Дружко

К 1913 году население Дружковки достигло 13,5 тысяч человек. В начале XX века сюда переселилось много крестьян из Орловской и Курской губернии. Жителей обслуживали две больницы, четыре начальных школы. В посёлке Яковлевский были две церкви, костёл. После Февральской революции 1917 года посёлок получил статус города. Численность гласных городской думы установили в 32 человека.
В годы первых пятилеток построены крупнейший в СССР метизный завод (1929), электростанция, новые цехи на металлургическом заводе. 27 октября 1938 года посёлок Дружковка получил статус города. К 1939 году в ней проживало 32 тысячи человек, жилищный фонд по сравнению с 1913 годом увеличился в три раза. Работали больница и 4 фельдшерских пункта, 8 общеобразовательных школ, рабфак, вечернее отделение машиностроительного техникума, кинотеатр, два клуба, стадион.
В ходе Великой Отечественной войны 26 октября 1941 года Дружковка была оккупирована наступавшими немецкими войсками. В период оккупации здесь действовала подпольная комсомольская организация «Ленинская искра». За два года оккупации нацистами было убито 1130 и отправлено в Германию 1214 человек.
6 февраля 1943 года город был освобождён от гитлеровских германских войск войсками Юго-Западного фронта в ходе Ворошиловградской операции. 9 февраля 1943 года город снова оккупирован. 6 сентября 1943 года окончательно освобождён войсками Юго-Западного фронта в ходе Донбасской операции. Освобождена частями 279-й стрелковой дивизии под командованием полковника Ф. В. Червякова.
После Великой Отечественной войны построены комбинат стройматериалов (1954), завод газовой аппаратуры (1958), фарфоровый завод (1971), рудоуправление (1958), сооружён автодорожный мост через реку Кривой Торец.
В 1981 году на улице имени Ленина около горисполкома установлен памятный знак в честь 200-летия города.

## Население
Население Дружковки на 1 января 2022 года — 53 977 человек.
| Год  | Количество жителей |
| ---- | ------------------ |
| 1885 | 941                |
| 1897 | 1179               |
| 1908 | 1646               |
| 1923 | 3432               |
| 1927 | 5747               |
| 1939 | 31781              |
| 1956 | 39300              |
| 1959 | 43124              |
| 1964 | 50000              |
| 1970 | 53338              |
| 1979 | 64310              |
| 1987 | 70000              |
| 1989 | 73723              |
| 1992 | 74200              |
| 1994 | 73700              |
| 1998 | 69600              |
| 2002 | 64557              |
| 2003 | 64036              |
| 2004 | 63481              |
| 2005 | 63226              |
| 2006 | 62766              |
| 2007 | 62348              |
| 2008 | 61893              |
| 2009 | 61530              |
| 2010 | 61002              |
| 2011 | 60581              |
| 2012 | 60255              |
| 2013 | 59863              |
| 2014 | 59596              |
| 2015 | 59400              |
| 2016 | 58953              |
| 2017 | 58397              |
| 2018 | 57517              |
| 2019 | 56842              |
| 2020 | 55984              |
| 2021 | 55088              |
| 2022 | 53977              |

Украинский язык согласно переписи считает родным 35,5 % населения.
Данные переписи населения 2001 года:
| N | Национальность | Количество | Уд. вес (%) |
| - | -------------- | ---------- | ----------- |
| 1 | Украинцы       | 48302      | 64,40       |
| 2 | Русские        | 24122      | 32,16       |
| 3 | Армяне         | 612        | 0,82        |
| 4 | Белорусы       | 490        | 0,65        |
| 5 | Татары         | 216        | 0,29        |
|   | Всего          | 75006      | 100,00      |

Рождаемость — 7,2 на 1000 человек, смертность — 17,9, естественная убыль — −10,7, сальдо миграции положительное (+1,9 на 1000 человек).

## Экономика
Более 60 % населения трудится в промышленности.
Основные предприятия города:
- Дружковский машиностроительный завод
- Дружковский метизный завод (металлических изделий) является крупнейшим на всём пространстве СНГ предприятием, производящим машиностроительный и железнодорожный крепёж. Освоено производство новых высокопрочных болтов для строительных конструкций (в том числе мостовых), а также металлических конструкций, применяемых в тяжёлом машиностроении.
- Дружковский завод газовой аппаратуры (ПАО «Грета») выпускает газовые плиты различных модификаций, бытовые электроплиты.
- Дружковский фарфоровый завод
- Дружковское рудоуправление
- Дружковский завод по ремонту вычислительной техники
- Дружковская пищевкусовая фабрика
- Дружковский хлебозавод

В 2010 году объёмы реализованной промышленной продукции составили 2 млрд. 640 млн грн. Самый большой удельный вес (около 54 %) в общем объёме реализованной продукции занимает машиностроительный завод. Почти 14 % — метизный завод, 14 % — «Веско», 11 % — «Грета», по 6 % — рудоуправление и Кондратьевский огнеупорный завод.

### Финансы
В 2008 году — 48 млн грн, в том числе: на образование — 32 млн грн, здравоохранение 26,4 млн грн, социальная защита 35,7 млн грн, культура — 3,07 млн грн, жилищно-коммунальное хозяйство — 2,37 млн грн, управление — 8,56 млн грн.
Основной источник поступлений в бюджет — налог на доходы физических лиц. Он составляет больше 80 % бюджета.
В 2020 году — 402,7 млн грн, основной источник — это налоговые поступления в размере 58,7 % от бюджета (76,48 % из которых — это налог на доходы физических лиц).

## Транспорт

### Железнодорожный

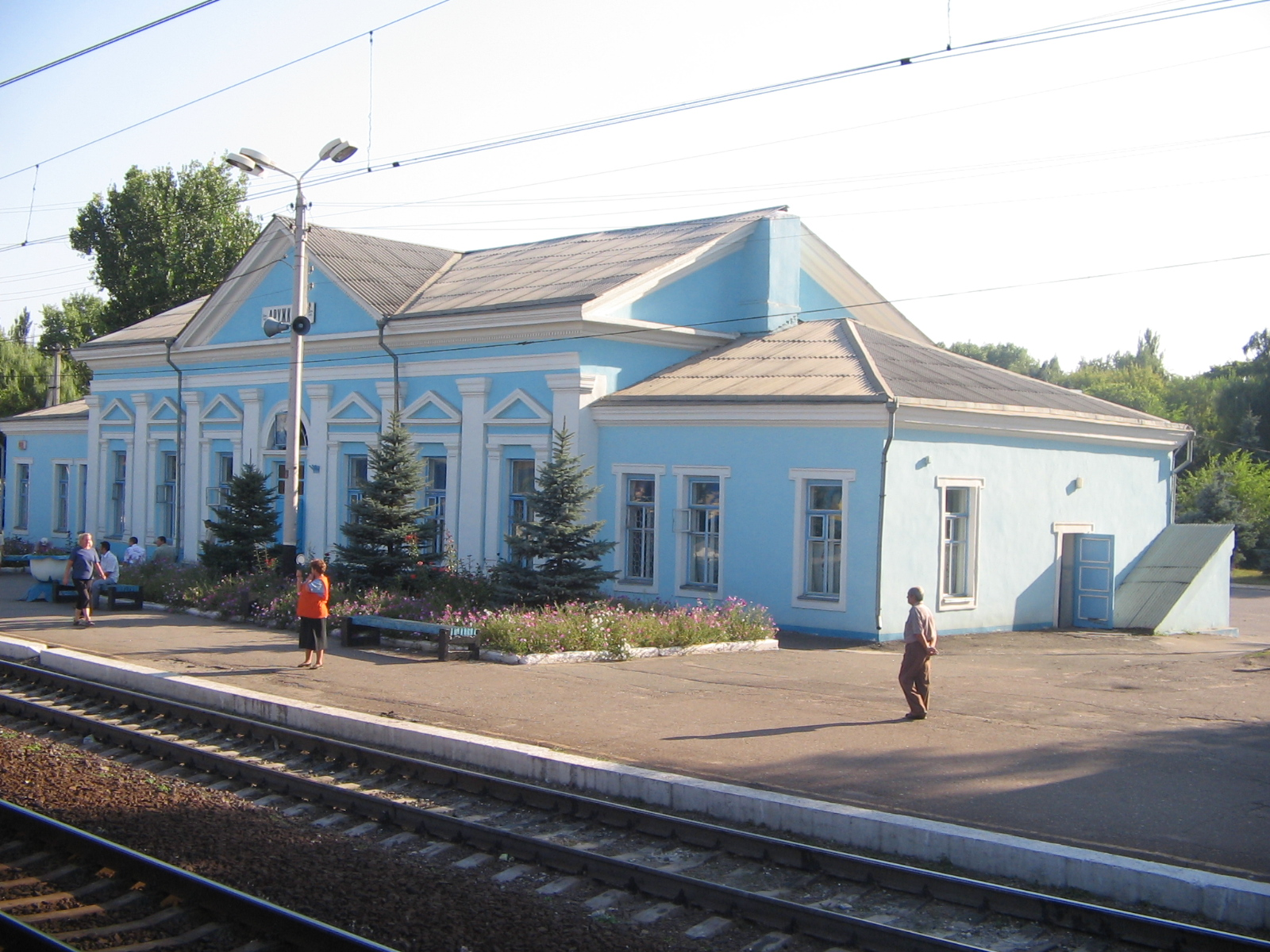
Железнодорожный вокзал

Через станцию Дружковка проходит 18 пар электропоездов и 10 поездов. Отсюда без пересадки можно доехать до Киева, Полтавы, Харькова, Днепра, Одессы, Кривого Рога, Ивано-Франковска.
На территории г. Дружковка находится 2 железнодорожные станции: «Дружковка» и «1057 км».

### Автобусный
Через Дружковку проходит национальная автомобильная дорога H20, на которой расположен автовокзал.

### Городской
В Дружковке курсирует 21 городской, 14 пригородных и 3 междугородних (не включая маршруты, проходящие через город по трассе, но при этом в него не заезжающие) автобусных маршрутов.
По городу курсирует 4 маршрута трамвая (1, 2, 4, Ночной). Стоимость проезда на городских автобусных маршрутах общего пользования с 9 июня 2021 года составляет 6 гривен за одну поездку.

## Социальная сфера

### Образование

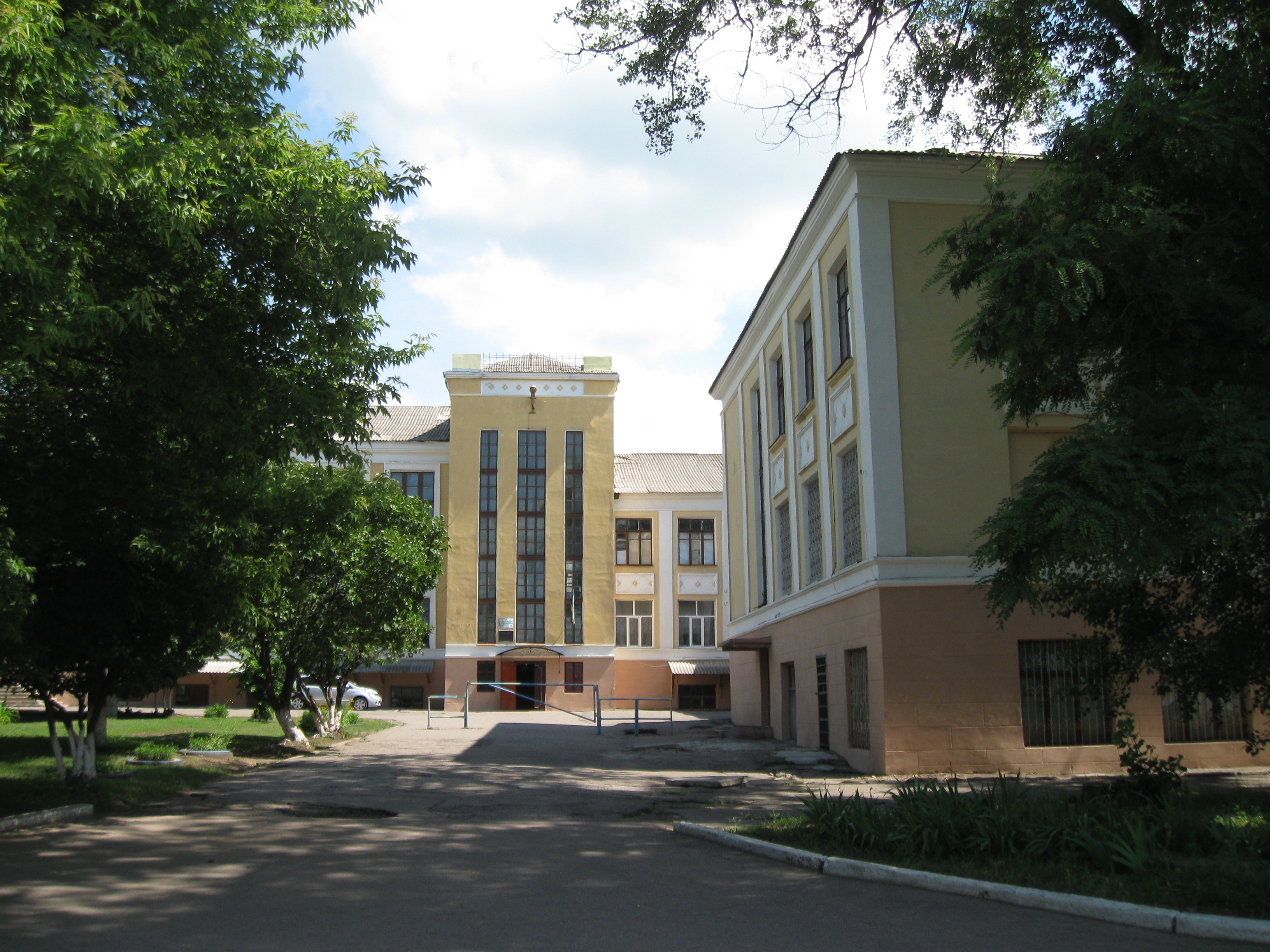
Школа № 6

- 14 школ: 12 общеобразовательных школ (школа № 1, школа № 3, школа № 4, школа № 6, школа № 7, школа № 8, школа № 9, школа № 10, школа № 11, школа № 12, школа № 14 и школа № 17), гимназия «Интеллект» и Дружковский профессиональный лицей № 36 (с 1940 года, ул. Соборная, 8)
- Дружковский техникум ДГМА, ул. Соборная, 32. На данный момент — структурное подразделение Донбасской государственной машиностроительной академии
- Жилищно-коммунальный колледж Донбасской национальной академии строительства и архитектуры, ул. Ломоносова, 1
- Центр детского и юношеского творчества
- Станция юных техников Метизного завода

### Средства массовой информации
Газеты: «Дружковский рабочий», «Дружковка на ладонях+», «Дружковский машиностроитель», «Наша Дружковка», «Дружковка сити».
В 1994—2004 годах выходила первая в городе независимая газета «ОКНО». В 1997 году на Всеукраинском фестивале журналистики в Киеве газета была признана лучшим региональным изданием Украины.

### Культура
- Городской Дворец культуры «Этюд», ул. Ленина, 6
- Библиотеки
  - Центральная городская библиотека имени Леси Украинки, ул. Энгельса, 112
  - Центральная детская библиотека, ул. Соборная, 13
  - Библиотека-филиал № 1 имени Чехова, ул. Соборная, 33
  - Библиотека-филиал № 2 для детей, ул. Космонавтов, 51
  - Библиотека-филиал № 3, посёлок Сурово, ул. Розовая, 72
  - Библиотека-филиал № 4, посёлок Алексеево-Дружковка, ул. Ильича, 85
  - Библиотека-филиал № 5, посёлок Ново-Григорьевка, ул. Раздольная, 9
  - Библиотека-филиал № 6, посёлок Райское, ул. Дорошенко, 6
  - Библиотека-филиал № 7, ул. Изюмская, 91
- Кинотеатр «Космос» (в настоящее время не работает), ул. Соборная, 23
- Школа искусств, ул. Рыбина, 1

### Спорт

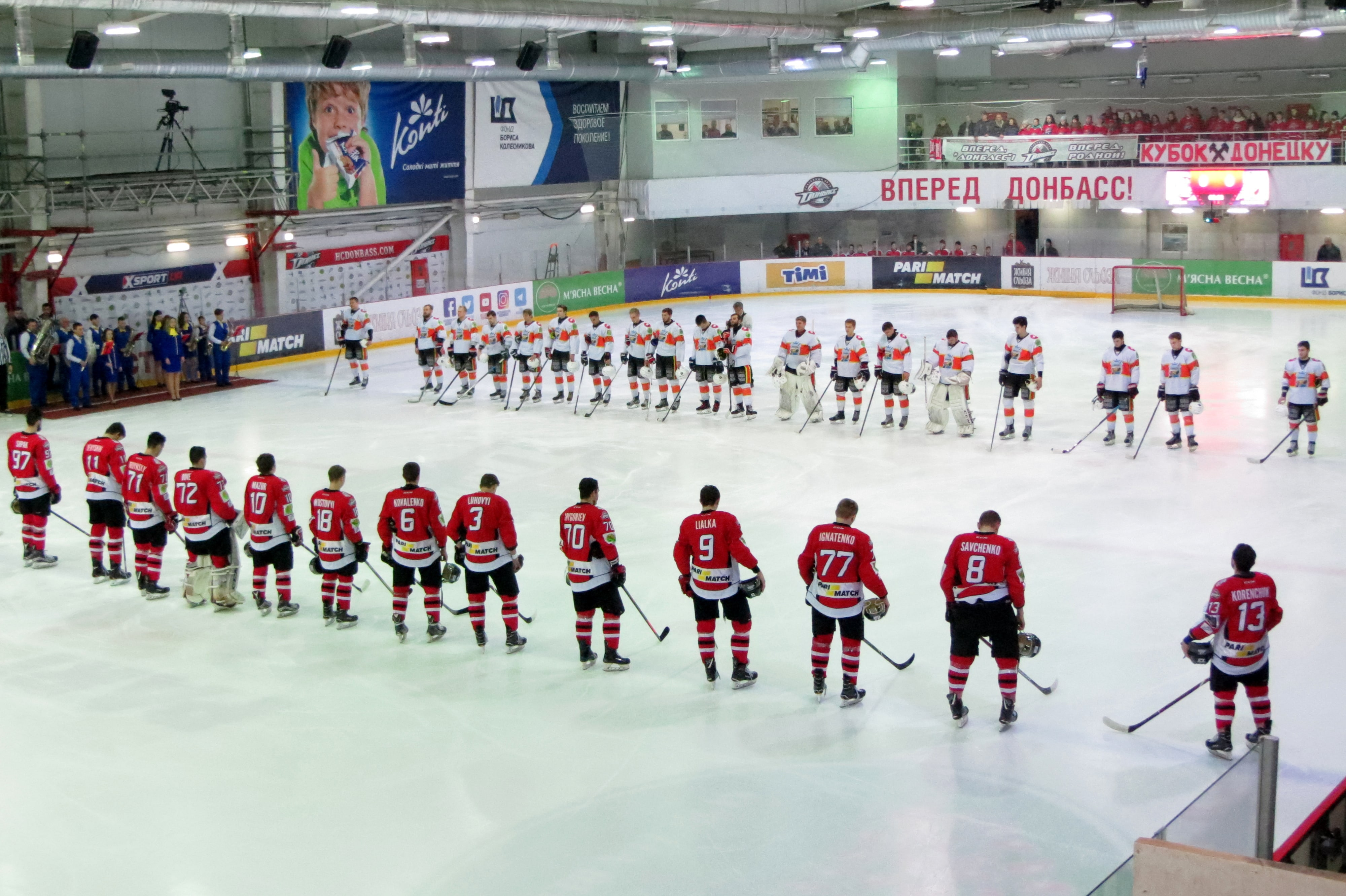
Ледовая арена «Альтаир»

- Центр детского и юношеского творчества
- Дворец спорта
- Стадион «Машиностроитель»
- Крытая ледовая арена «Альтаир»[укр.]
- Бассейн в здании Центра детского и юношеского творчества[21]
- В 1999—2002 годах во второй лиге выступал футбольный клуб «Машиностроитель» (Дружковка)

### Здравоохранение
- 3 городские больницы
- Стоматологическая поликлиника
- Станция скорой помощи
- Амбулатории пос. Алексеево — Дружковка и пос. Райское
- Наркологический диспансер
- Детский дом-интернат

### Религия
- Церковь христиан Адвентистов седьмого дня (ул. Почтовая, 28, пос. Яковлевка)
- Зал Царства Свидетелей Иеговы (ул. Свободы 2, пос. Торецкий)
- Церковь евангельских христиан баптистов (ул. Плеханова, 31)
- Церковь Свет Евангелия (ул. Московская, бывший кинотеатр имени И.Франко)
- Церковь евангельских христиан баптистов «Добрая Весть»
- Свято-Николаевская церковь (ул. Соборная)
- Свято-Варваровская церковь (пос. Райское)
- Свято-Вознесенская церковь (пос. Яковлевка)
- Дмитрия Донского храм (ул. Космонавтов, микрорайон N 9)
- Св.мученика Иоанна Воина храм (ул. Яковлевская 113, пос. Яковлевка)
- Церковь Победителей, протестанты и харизматы; находится в здании бывшего детского сада «Малыш» ниже 7-й школы, микрорайон № 9.

### Кладбища
1. Кладбище Алексеево-Дружковское (в конце ул. Кирова)
2. Кладбище Алексеево-Дружковское (по дороге на Куртовку, возле водобаков)
3. Кладбище «Райское» (рядом со Свято-Варваровской церковью)
4. Кладбище «Старорайское» (в селе Старорайское, Тройчатое)
5. Кладбище старое «Французское» (по дороге в молодой парк по ул. Парижской Коммуны)
6. Кладбище старое «Яковлевское» (за школой N 1)
7. Кладбище «Суровское» (на окраине пос. Сурово, по ул. Франко)
8. Кладбище на ДЩ (за Курганом Славы)
9. Кладбище «Татарское» (за школой N 1)
10. Кладбище «Торецкое» (в конце ул. Артиллерийская)
11. Кладбище «Донское» (пос. Донской, за Фарфоровым заводом)
12. Кладбище старое «Донское» (пос. Донской, на подъезде к Фарфоровому заводу по ул. Педагогической, справа)

## Достопримечательности

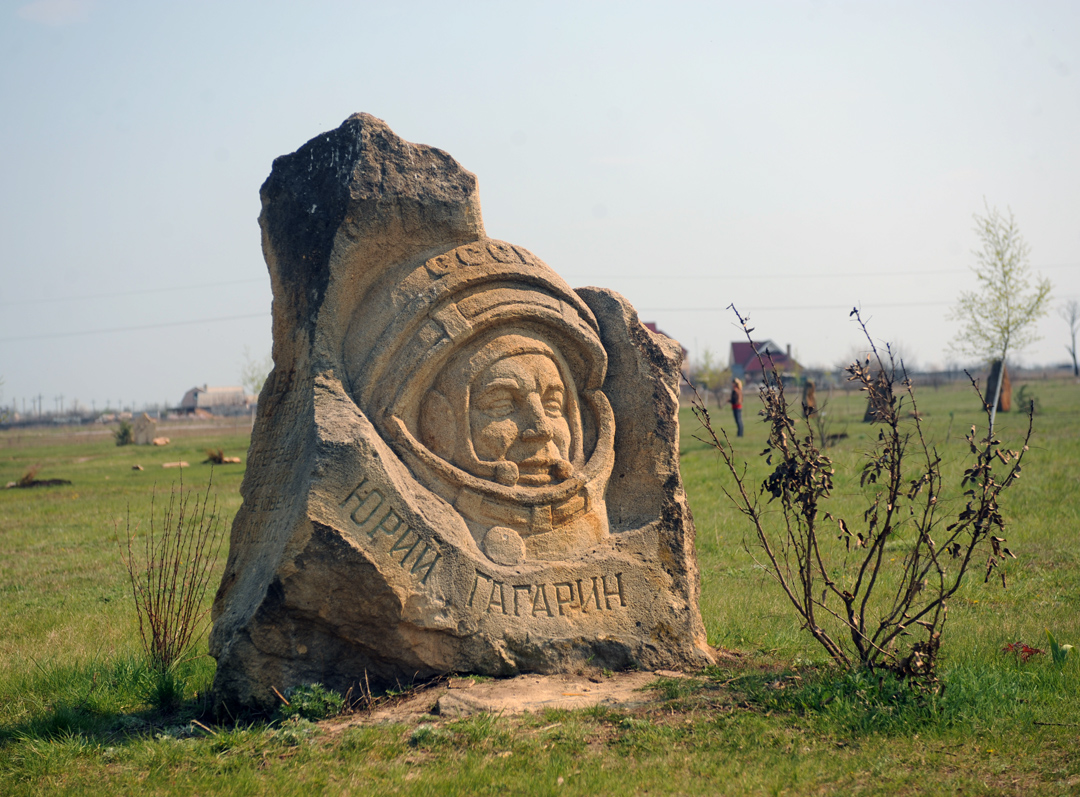
Памятник Ю. А. Гагарину в парке «Святогор»

- Памятник козаку Дружко на главной площади города.
- Парк каменных скульптур «Святогор» созданный при участии Юрия Артемова.
- Дружковский парк культуры и отдыха[22]
- Модель Царь-пушки по ул. Козацкой.
- Курган Славы.
- Дружковская ЦГБ. Находится в зданиях XIX века, в которых жил владелец ДМЗ и его рабочие.
- Французское кладбище. На нём сохранились могилы и надгробные памятники дореволюционных основателей Дружковского машиностроительного завода.
- Заповедник окаменевших деревьев. Находится рядом с посёлком Алексеево-Дружковка (0,5 км до ближайших домов). Это бывший карьер, на дне которого лежат фрагменты окаменевших деревьев — араукарий возрастом более 200 млн лет, а стены карьера представляют собой скальные обнажения, то есть выходы песчаников, местами затейливых и очень красивых форм. Глубина карьера — примерно 10—20 метров. Заповедников такого рода насчитывается всего два в мире (второй располагается в США).

## Почётные граждане
Почётный гражданин Дружковки — звание присуждаемое за активное участие в общественно-политической жизни города.
- Акимов, Евгений Павлович
- Анненков, Виктор Захарович
- Бондарев, Алексей Яковлевич
- Жерносек, Владимир Фёдорович
- Кайда, Владимир Никитович
- Калиберда, Иван Федосеевич
- Кущ, Анатолий Антонович
- Лагута, Владимир Моисеевич
- Лемета, Евгений Маркович
- Лисневский, Виктор Петрович
- Лобинский, Виктор Дмитриевич
- Макеев, Виктор Егорович
- Откаленко, Нина Григорьевна
- Ребенок, Павел Иванович
- Романов, Николай Фёдорович
- Рыбин, Василий Иванович
- Соколовский, Николай Антонович
- Телешев, Николай Еремеевич
- Чередник, Леонид Иванович
- Шаповалов, Василий Филиппович
- Шекера, Степан Моисеевич
- Штагер, Григорий Михайлович
- Янко, Николай Тимофеевич